# Espagnac-Sainte-Eulalie
Espagnac-Sainte-Eulalie település Franciaországban, Lot megyében. Lakosainak száma 92 fő (2022. január 1.). Espagnac-Sainte-Eulalie Béduer, Brengues, Corn és Grèzes községekkel határos.

## Népesség
A település népességének változása:
| Lakosok száma | 82   | 77   | 68   | 82   | 95   | 94   | 91   | 88   | 86   | 92   |
|               | 1968 | 1982 | 1990 | 2006 | 2013 | 2015 | 2017 | 2019 | 2020 | 2022 |